# Wayne County, Iowa
Wayne County är ett administrativt område i delstaten Iowa, USA. År 2010 hade countyt 6 403 invånare. Den administrativa huvudorten (county seat) är Corydon.

## Geografi
Enligt United States Census Bureau har countyt en total area på 1 365 km². 1 361 km² av den arean är land och 4 km² är vatten.

### Angränsande countyn
- Lucas County - norr
- Appanoose County - öst
- Putnam County, Missouri - sydost
- Mercer County, Missouri - sydväst
- Decatur County - väst

### Orter
- Allerton
- Corydon (huvudort)
- Humeston
- Lineville
- Seymour